# 수원동신초등학교
수원동신초등학교는 대한민국 경기도 수원시 장안구에 있는 공립 초등학교이다.

## 학교 연혁
- 1999년 9월 1일 : 개교

## 참고 자료
- 수원동신초등학교 - 한국교육학술정보원 학교알리미